# Les Aventures de Chatran
Les Aventures de Chatran (Koneko monogatari en versió original) és una pel·lícula d'aventures dirigida per Masanori Hata i estrenada el 1988.

## Argument
La pel·lícula s'obre en un graner amb una gata mare que ha parit gatets. Un dels gatets es nomena Milo, i té el costum de ser massa curiós i ficar-se en problemes. Troba un gos buldog anomenat Otis, i aviat es fan amics. Després tenen cura del pollet de Gloria, que pensa que Otis és la seva mare. Otis convenç el pollet que Otis no és la seva mare fent-se el dur i espantant la noia. Quan Milo està jugant amb una caixa que sura al riu, accidentalment va riu avall. Otis corre darrere de Milo. Milo comença noves aventures, escapant d'un incident darrere l'altre.
Es troba no menys que tres ossos; escapa del desolat pantà de Deadwood Swamp; roba una rata mesquera del seu cau; segueix una rastre per la via del tren fins a la casa d'un cérvol femella, que l'hostatja; dorn al niu d'un mussol; roman una estona amb una truja i els seus garrins; és assetjat per gavines; i s'escapa del tercer os, després d'una serp, per caure en un forat.
Otis, per a la seva part, segueix Milo pertot arreu, normalment amb una hora de retard i una milla de distància. Finalment, cau en una trampa mentre Milo és al forat. Otis el treu amb una corda. Milo i Otis es reuneixen, i aviat troben companys: Joyce, un gat, per a Milo; i Sondra, un buldog, per a Otis. Després d'això, se separen i crien cadells i gatets. Ajuden la famílies de l'altre a sobreviure al dur hivern i troben el camí de tornada al graner.

## Banda sonora
La banda sonora original japonesa va ser composta pel Ryūichi Sakamoto i va incloure una cançó del mateix nom realitzat per Noriko Yoshinaga. La banda sonora va ser llançada com Les aventures de Chatran: Banda Sonora Original.

## Rebuda
Les aventures de Chatran va ser la pel·lícula número u al mercat japonès el 1986, guanyant 5,4 mil milions de iens ¥ en la distribució

## Acusacions de crueltat animal
Quan la pel·lícula es va estrenar, organitzacions australianes a favor dels drets dels animals van protestar per crueltat animal i van cridar a boicotejar-la. The Sunday Mail deia que l'Animal Liberation Queensland al·legava l'assassinat de més de 20 gatets durant la producció i afegia que tenia informes d'Europa que deia que altres animals havien estat ferits, com en el cas d'un productor que presumptament havia trencat la pota d'un gat per fer-lo semblar inestable als seus peus. Kent deia que la seva organització tenia un cert nombre de queixes de gent que havia vist la pel·lícula i suposava que no es podria haver fet sense crueltat.